# Пукара (регбийный клуб)
«Клуб Пукара» (исп. Club Pucará) — аргентинский спортивный клуб из пригорода Буэнос-Айреса Бурсако. Регбийная команда клуба выступает в столичном чемпионате. Также действует секция по хоккею на траве.

## История
Клуб был создан в 1943 году группой спортсменов, покинувших команду Gimnasia y Esgrima de Buenos Aires ввиду несогласия с некоторыми правилами коллектива. Новый клуб расположился в пригороде Бурсако.
Многие игроки команды представляли Аргентину на международном уровне. В последние годы активно развивается команда клуба по хоккею на траве, ранее успехов добивалась только регбийная команда.

## Достижения
- Торнео де ла УРБА: 2

1946, 1950